# Candelero (náutica)
En náutica, el candelero es el hierro de grueso y alto que con otros iguales o semejantes se coloca verticalmente en las bordas, propaos y cantos de popa de las cofas.
Sirven para el apoyo y sostén de las batayolas y para pasar un cabo por el ojo que algunos tienen en su extremo en lugar de horquilla, donde se asegura la red o lona que forma o cubre los parapetos. Los hay también del mismo metal o de bronce en los portalones y en las bocas de las escalas, para afirmar en ellos los guardamancebos y asimismo, aunque en otra forma en las falúas y botes que gastan carroza, para establecer su armazón si bien entre constructores llaman a estos macarrones. 
También se llama candelero al pilar o puntal vertical que se coloca en las bordas y otros parajes para extender y sostener los toldos.